# 突尾鉤蛺蝶
突尾鉤蛺蝶（Polygonia c-album）也稱白鐮紋蛺蝶、白弦月紋挾蝶、角紋蛺蝶、銀鉤角蛺蝶，是鉤蛺蝶屬中的一種蝴蝶。

## 描述
本種無雌雄二型性，雌雄外觀相近，為中小型蛺蝶。體背暗褐，腹側褐或白黃色。雄蝶頭與觸角黑褐色，觸角末端略膨、裸露，帶白色鱗；複眼被毛，下唇鬚乳白、有黑條。胸背赭褐泛橙，腹面褐色；足乳白，前足跗節癒合呈刺狀並被毛。腹背黑褐泛橙，腹面乳白。翅背面近翅基生有硬毛，後翅尤多。
前翅長22-30 mm，外型近三角形，前緣微凸，外緣翅脈末端突出，M1與CuA2最明顯；後緣略凹。後翅較寬，M3脈末端突出成指狀尾突。翅背為赭黃色，具明顯黑褐斑列，中央與外側各有一列；前翅外側僅CuA2室具黑斑，中室內與末端有黑褐斑與短紋，外緣黑邊。
翅腹面為赭或褐色，佈滿細密深色條紋，內側較深，前翅前緣有淡色斑，外緣有深色帶紋；後翅M2室後側角具C或L形銀白小斑。緣毛白色鑲褐。
雌蝶特徵與雄蝶近似，差異在於前足跗節具分節、疏毛並帶刺。

## 分布
本種廣泛分布於歐亞大陸地區，包括中亞、中東、歐洲、北非、西伯利亞、庫頁島、中國、朝鮮半島、日本、台灣。
臺灣分布於本島中至較高海拔山區。

## 生態習性
棲息於常綠闊葉林及混生林，一年可繁殖多代。成蝶飛行活潑敏捷，喜吸食腐果、樹液及花蜜，並以成蝶形式越冬；幼蟲則取食榆科的櫸木與阿里山榆的新芽、幼葉。

## 亞種[3]
- P. c. c-album：歐洲
- P. c. imperfecta（Blachier, 1908）：北美洲
- P. c. extensa（Leech, 1892）：中國華西、華中
- P. c. kultukensis（Kleinschmidt, 1929）：外貝加爾山脈
- P. c. hamigera（Butler, 1877）：烏蘇里江地區；模式標本採集於日本江戶
- P. c. koreana（Bryk, 1946）：韓國
- P. c. sachalinensis （Matsumura, 1915）：庫頁島
- P. c. asakurai（Nakahara, 1920）：台灣
- P. c. agnicula（Moore, 1872）：尼泊爾

## 圖庫

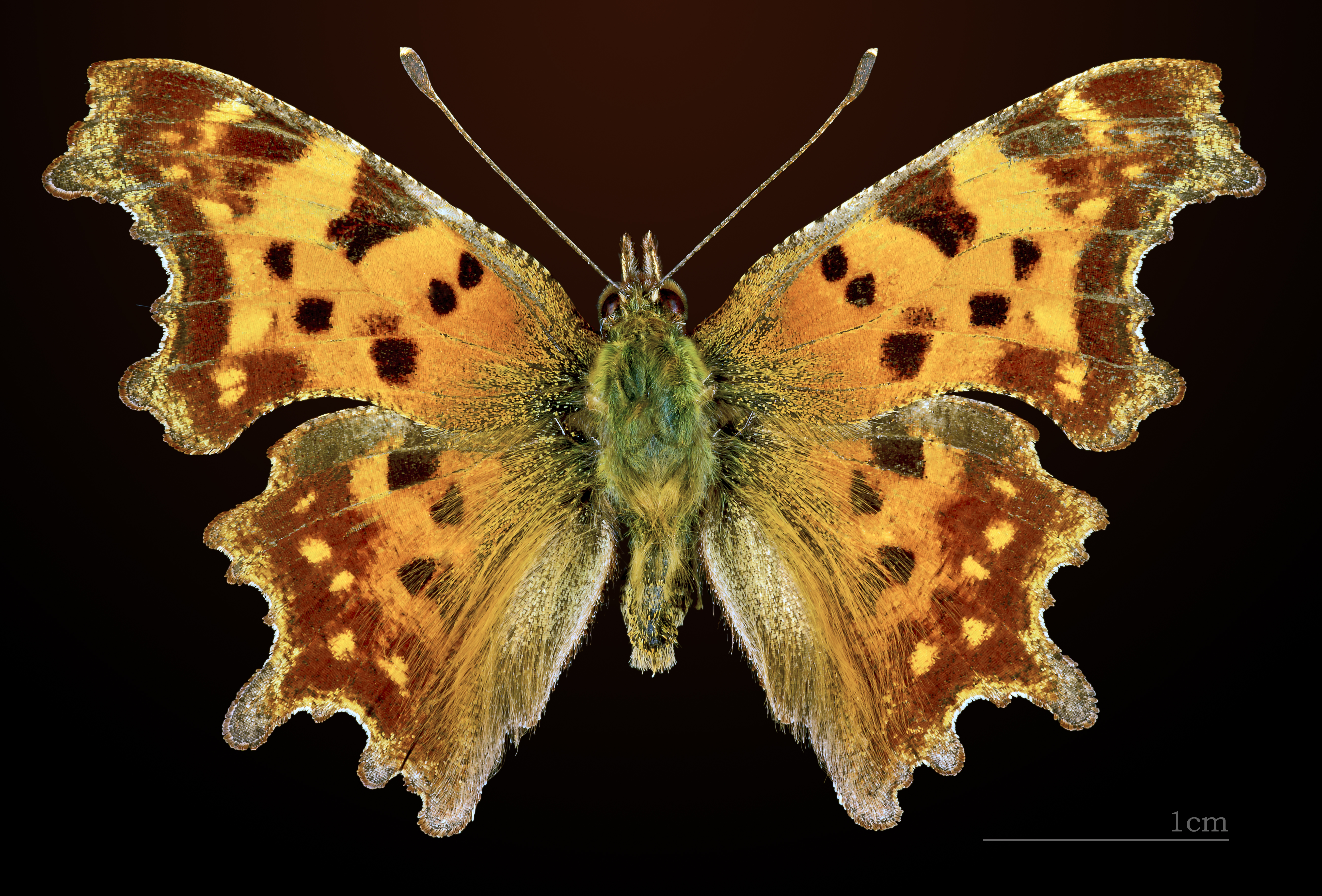
♂
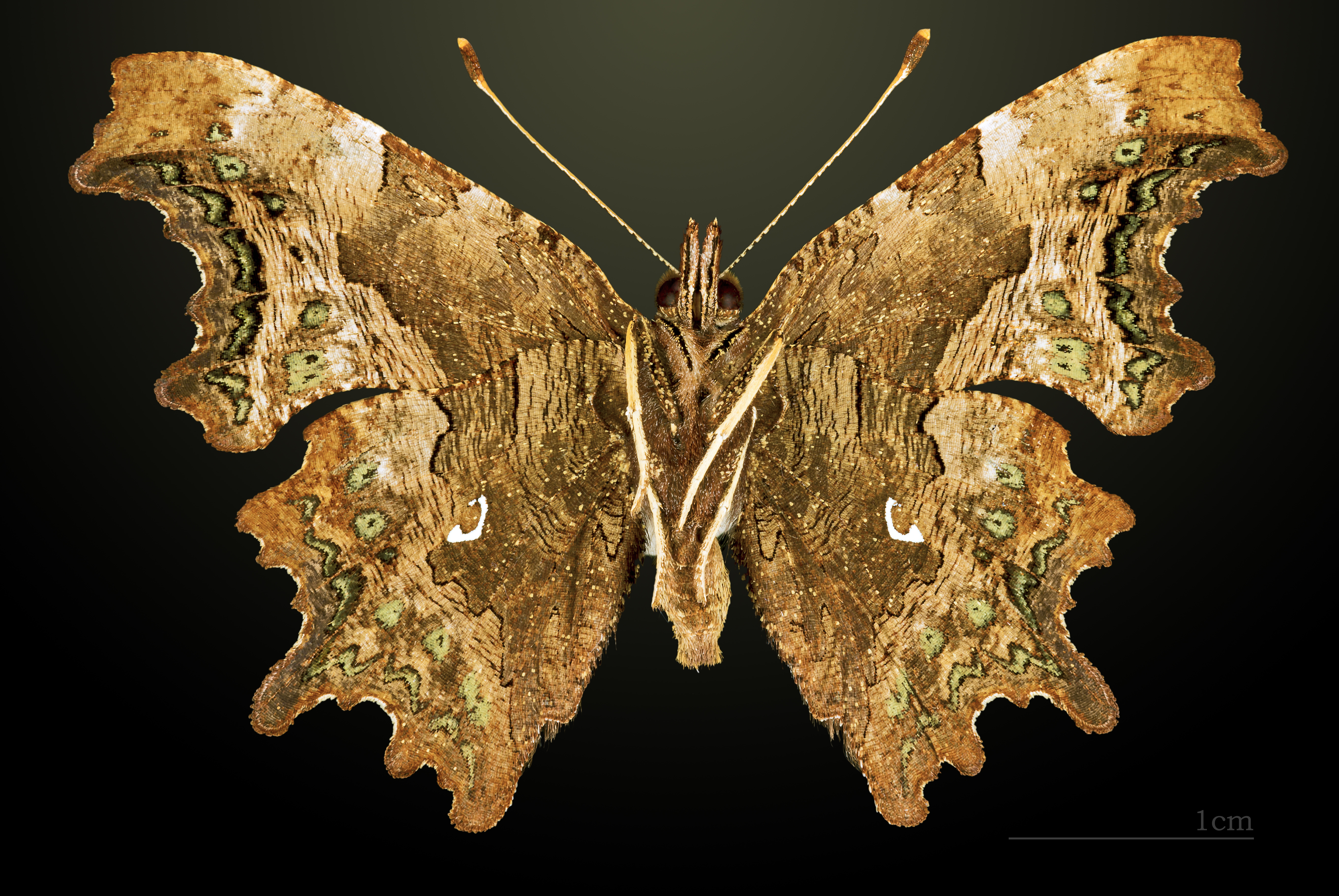
♂ △
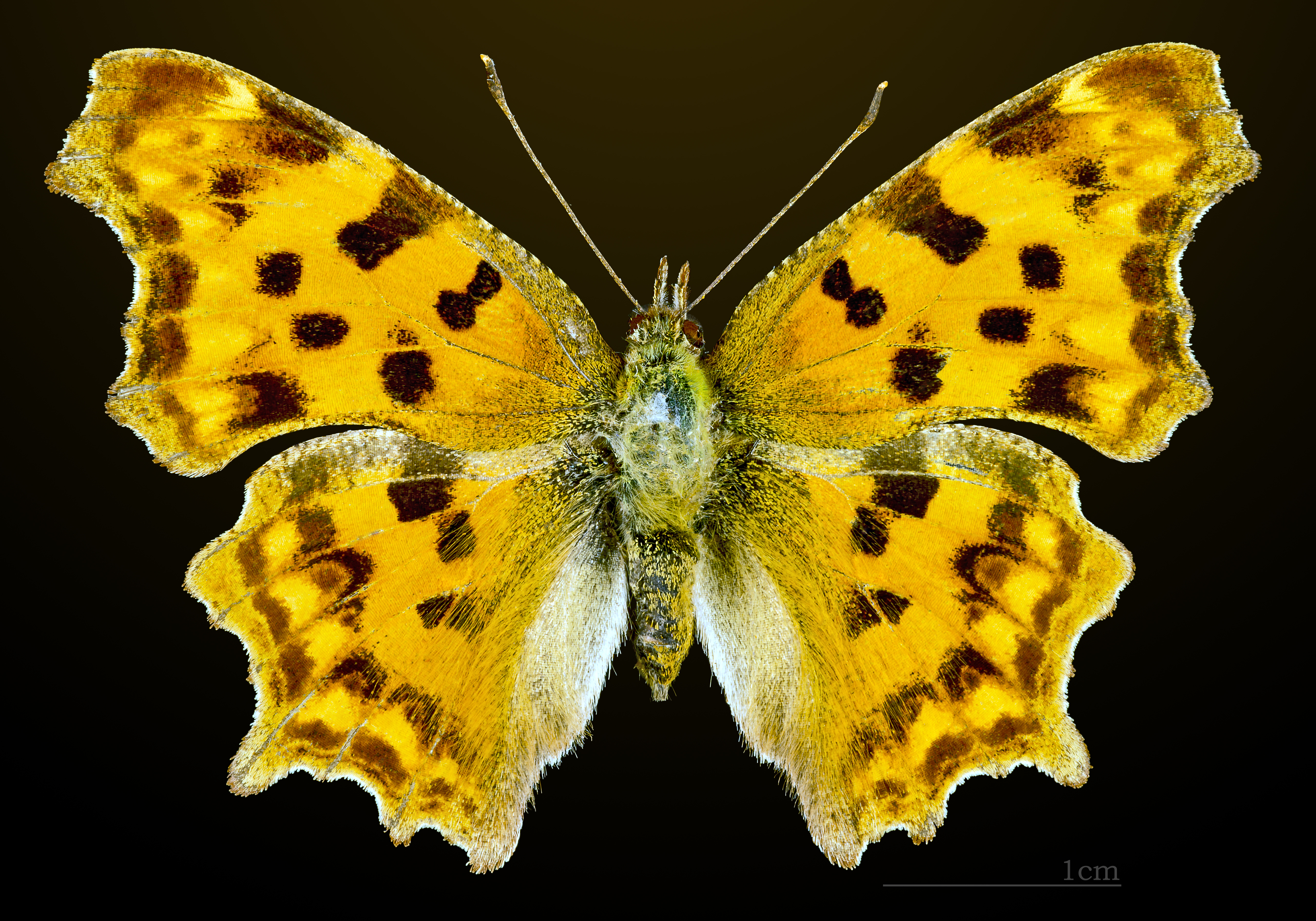
♀
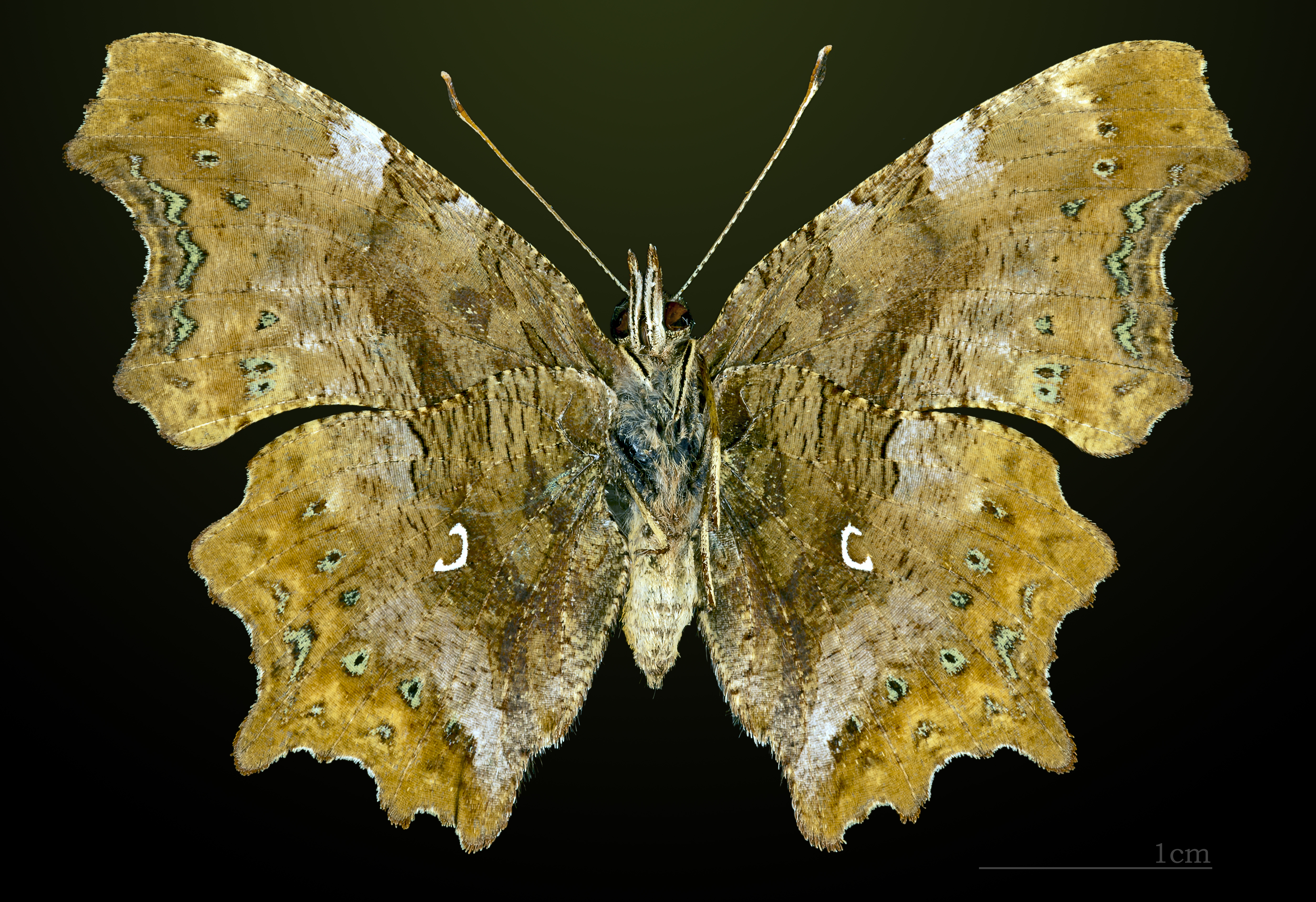
♀ △
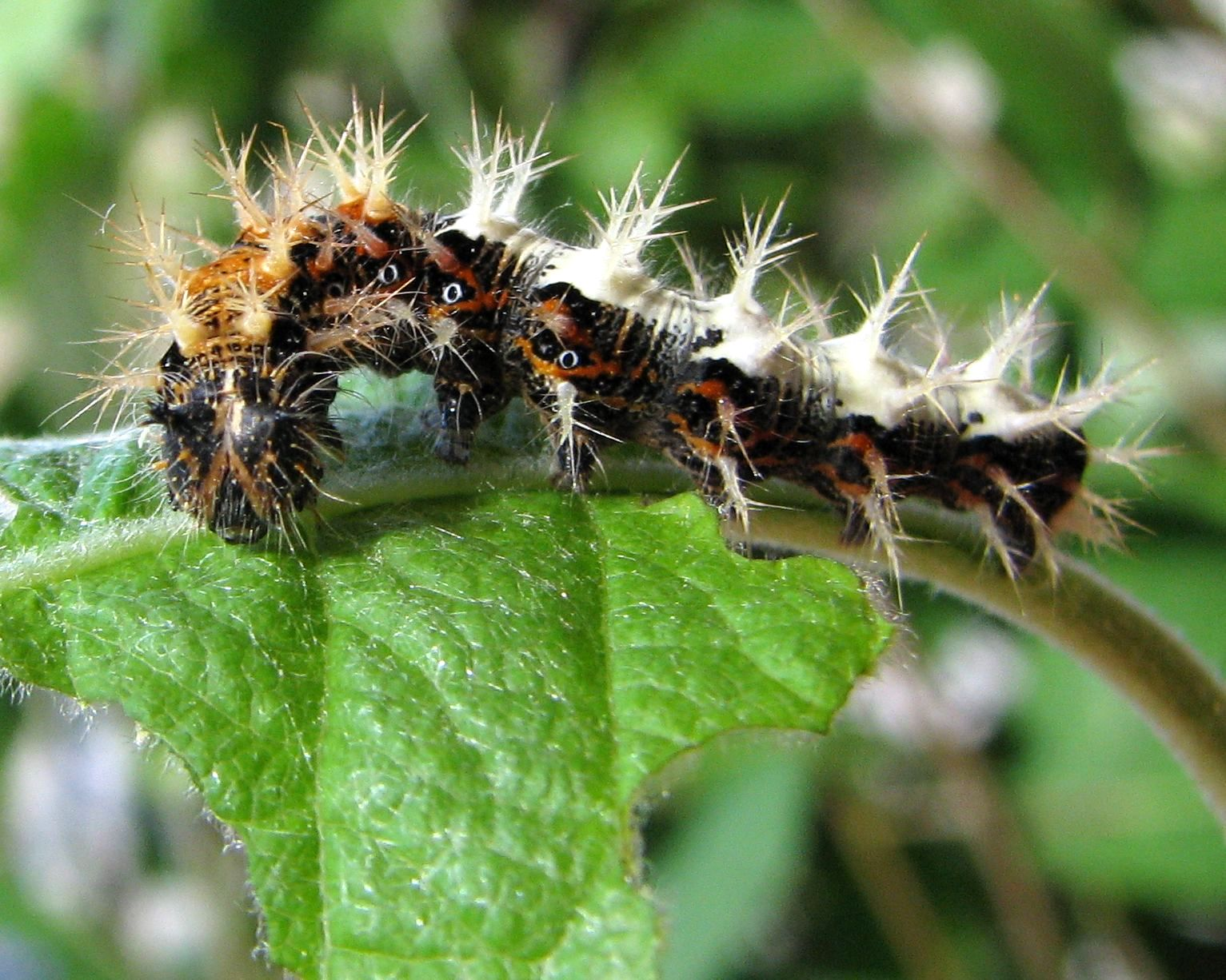
幼虫
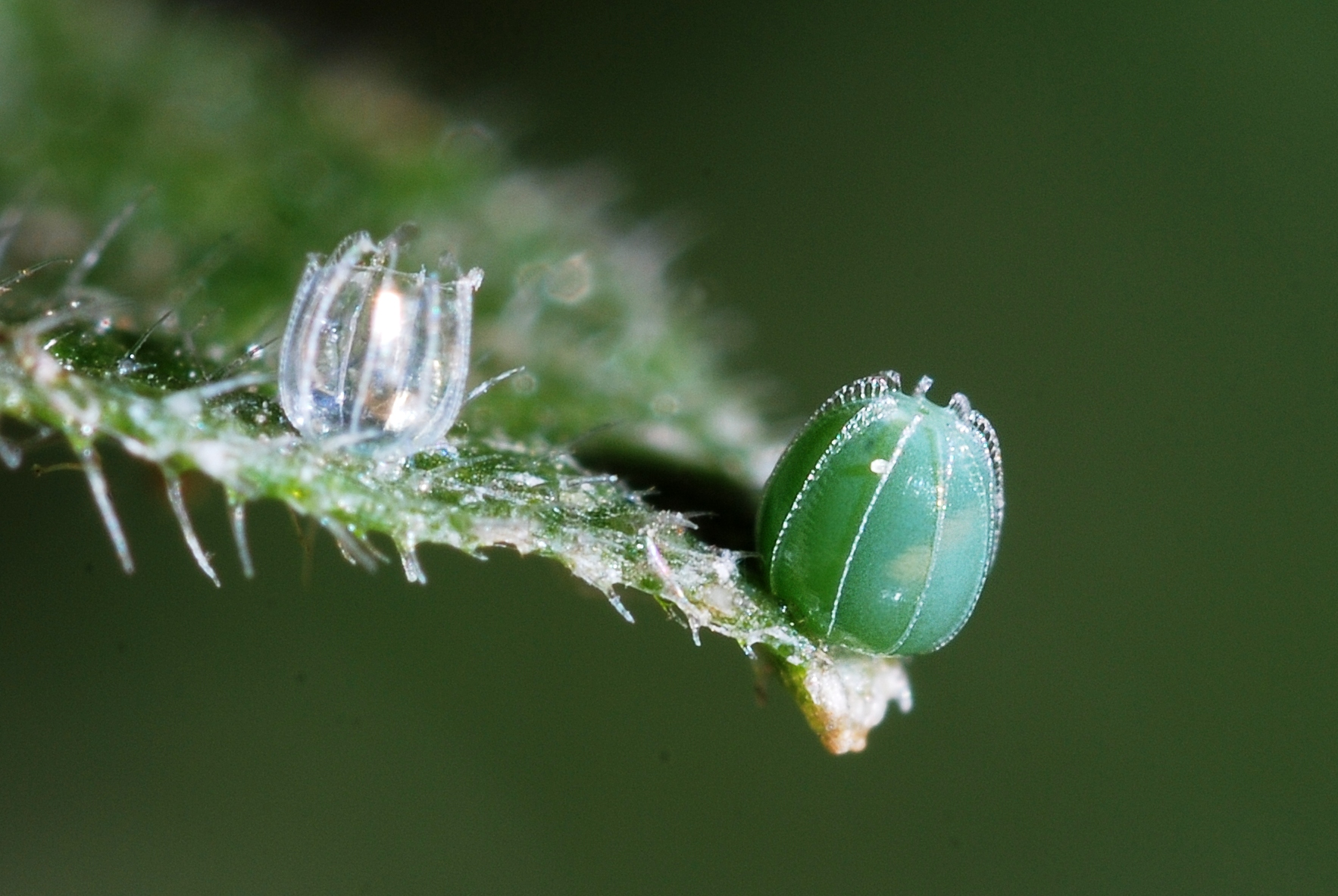
卵
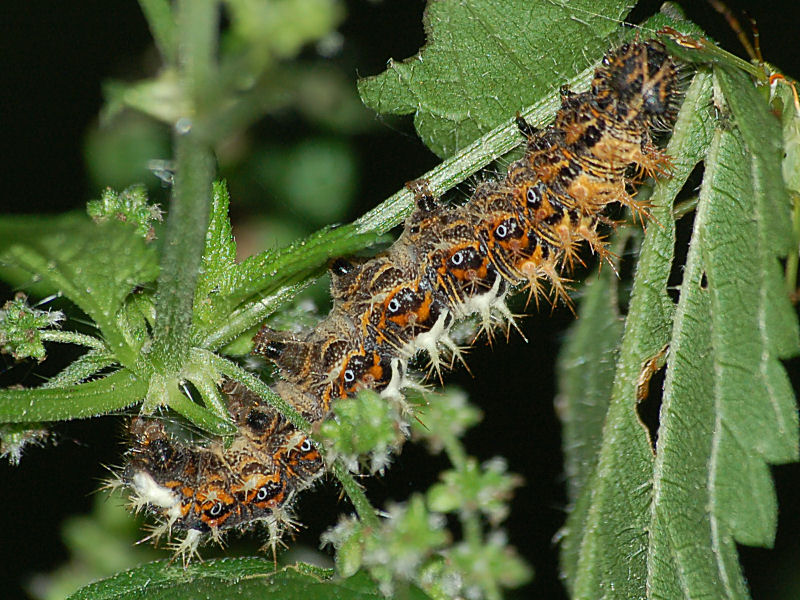
幼蟲
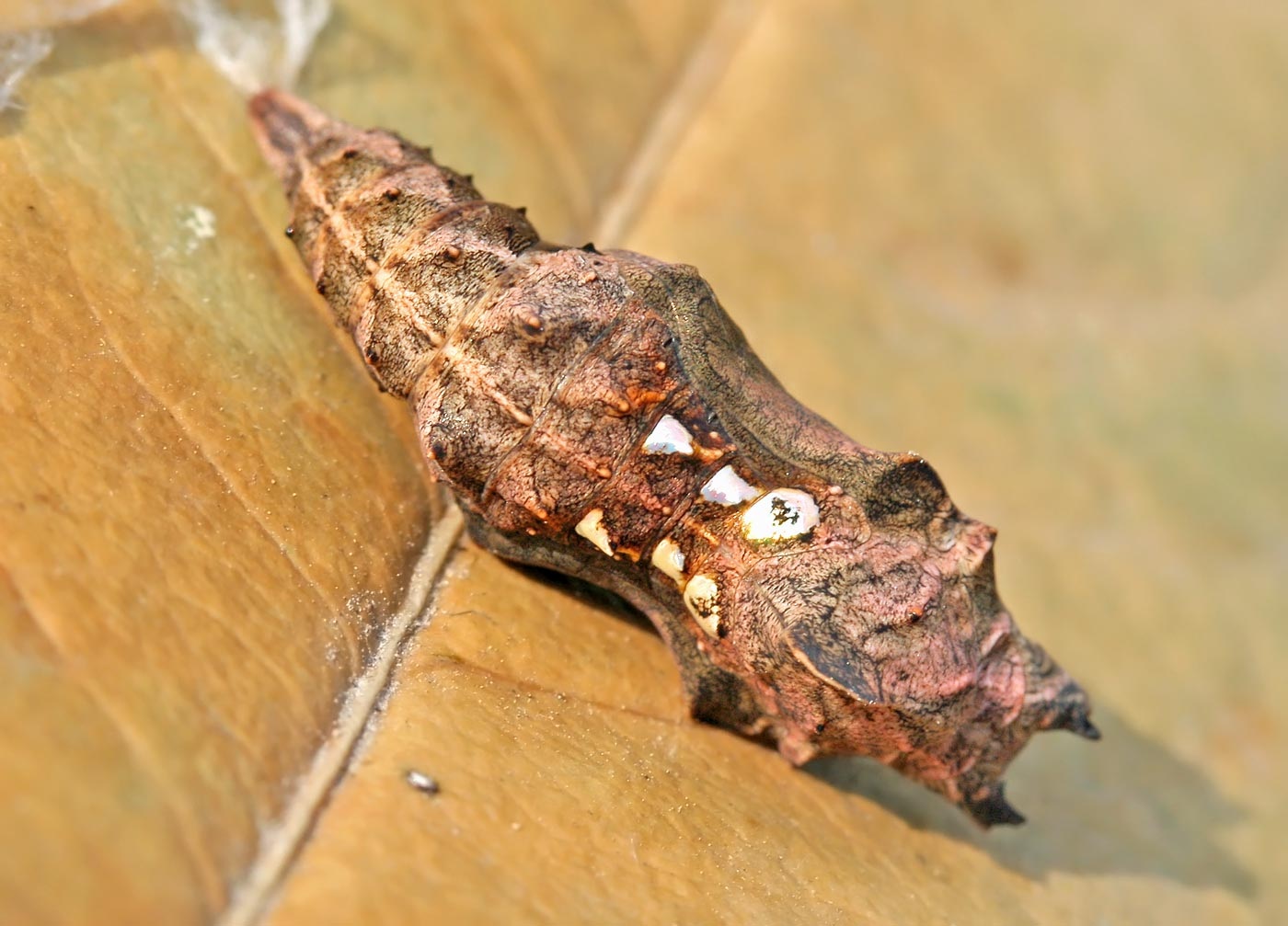
蛹

## 資料來源
1. 1 2 3  徐堉峰，梁家源，黃智偉，沈宗諭. . 農業部林業及自然保育署. 2021/12. ISBN 9786267100523.
2. ↑  徐堉峰. . 台中市: 晨星出版社. 2013. ISBN 978-986-177-668-2.
3. ↑  .   [2014-12-25]. （原始内容存档于2008-10-17）.

## 外部連結
- Tom Tolman and Richard Lewington, 2009  Collins Butterfly Guide:The Most Complete Field Guide to the Butterflies of Britain and Europe Harper Collins.  ISBN 9780007279777
- 维基共享资源上的相關多媒體資源：突尾鉤蛺蝶